# ...Baby One More Time
...Baby One More Time je prvi album američke pjevačice Britney Spears objavljen 12. siječnja 1999. u izdanju Jive Recordsa.

## Popis pjesama
| Br. | Skladba                                       | Trajanje |
| --- | --------------------------------------------- | -------- |
| 1.  | »...Baby One More Time«                       | 3:31     |
| 2.  | »(You Drive Me) Crazy«                        | 3:20     |
| 3.  | »Sometimes«                                   | 3:06     |
| 4.  | »Soda Pop«                                    | 3:22     |
| 5.  | »Born to Make You Happy«                      | 4:05     |
| 6.  | »From the Bottom of My Broken Heart«          | 5:12     |
| 7.  | »I Will Be There«                             | 3:55     |
| 8.  | »I Will Still Love You" (duet s Don Phillip)« | 4:03     |
| 9.  | »Thinkin' About You«                          | 3:36     |
| 10. | »E-Mail My Heart«                             | 3:43     |
| 11. | »The Beat Goes On«                            | 3:45     |

Bonus pjesme
| #   | Pjesma | Tekstopisac                  | Trajanje |
| --- | --- | ---------------------------- | -------- |
| 9.  | "Deep In My Heart" (međunarodna bonus pjesma)                                                                     | Krueger, Magunsson, Carlsson | 3:36     |
| 13. | "I'll Never Stop Loving You" (bonus pjesma za japansko i australsko tržište) *                                    | Blume, Diamond               | 3:43     |
| 14. | "Autumn Goodbye" (bonus pjesma za japansko, australsko i englesko tržište, B strana od "...Baby One More Time") * | Eric Foster White            | 3:42     |
| 15. | "...Baby One More Time" (Davidson Ospina Radio Mix) (bonus pjesma za australsko tržište) *                        | Max Martin                   | 3:26     |
| 16. | "...Baby One More Time" (Boy Wunder Radio Mix) (bonus pjesma za australsko tržište) *                             | Max Martin                   | 3:29     |